# Crosby (Mississippi)
Crosby é uma cidade  localizada no estado americano de Mississippi, no Condado de Amite e Condado de Wilkinson.

## Demografia
Segundo o censo americano de 2000, a sua população era de 360 habitantes.
Em 2006, foi estimada uma população de 351, um decréscimo de 9 (-2.5%).

## Geografia
De acordo com o United States Census Bureau tem uma área de
5,5 km², dos quais 5,5 km² cobertos por terra e 0,0 km² cobertos por água. Crosby localiza-se a aproximadamente 54 m acima do nível do mar.

## Localidades na vizinhança
O diagrama seguinte representa as localidades num raio de 28 km ao redor de Crosby.